# SN 2003ln
SN 2003ln – supernowa typu Ia odkryta 15 grudnia 2003 roku w galaktyce A233027-0835. W momencie odkrycia miała maksymalną jasność 22,90m.